# بيكي برايس
بيكي برايس هي لاعب هوكي الحقل كندية، ولدت في 8 سبتمبر 1974.